# Nowa Nekrassiwka
Nowa Nekrassiwka (ukrainisch Нова Некрасівка; russisch Новая Некрасовка Nowaja Nekrassowka; rumänisch Necrasovca-Nouă) ist ein Dorf im Budschak im äußersten Südwesten der Ukraine mit etwa 2000 Einwohnern (2006).
Das 1860 gegründete Dorf ist die einzige Ortschaft der gleichnamigen Landratsgemeinde und befindet sich im Rajon Ismajil in der Oblast Odessa westlich der Stadt Ismajil am Ufer von Kuhurluj- und Jalpuhsee. Am Dorf vorbei führt die Fernstraße M 15.
Am 12. Juni 2020 wurde das Dorf ein Teil der Landgemeinde Safjany; bis dahin bildete es die Landratsgemeinde Nowa Nekrassiwka (Новонекрасівська сільська рада/Nowonekrassiwska silska rada) im Südwesten des Rajons Ismajil.